# La nube
La nube è un film del 1998 diretto da Fernando Ezequiel Solanas.